# Roger Vandercruse Lacroix

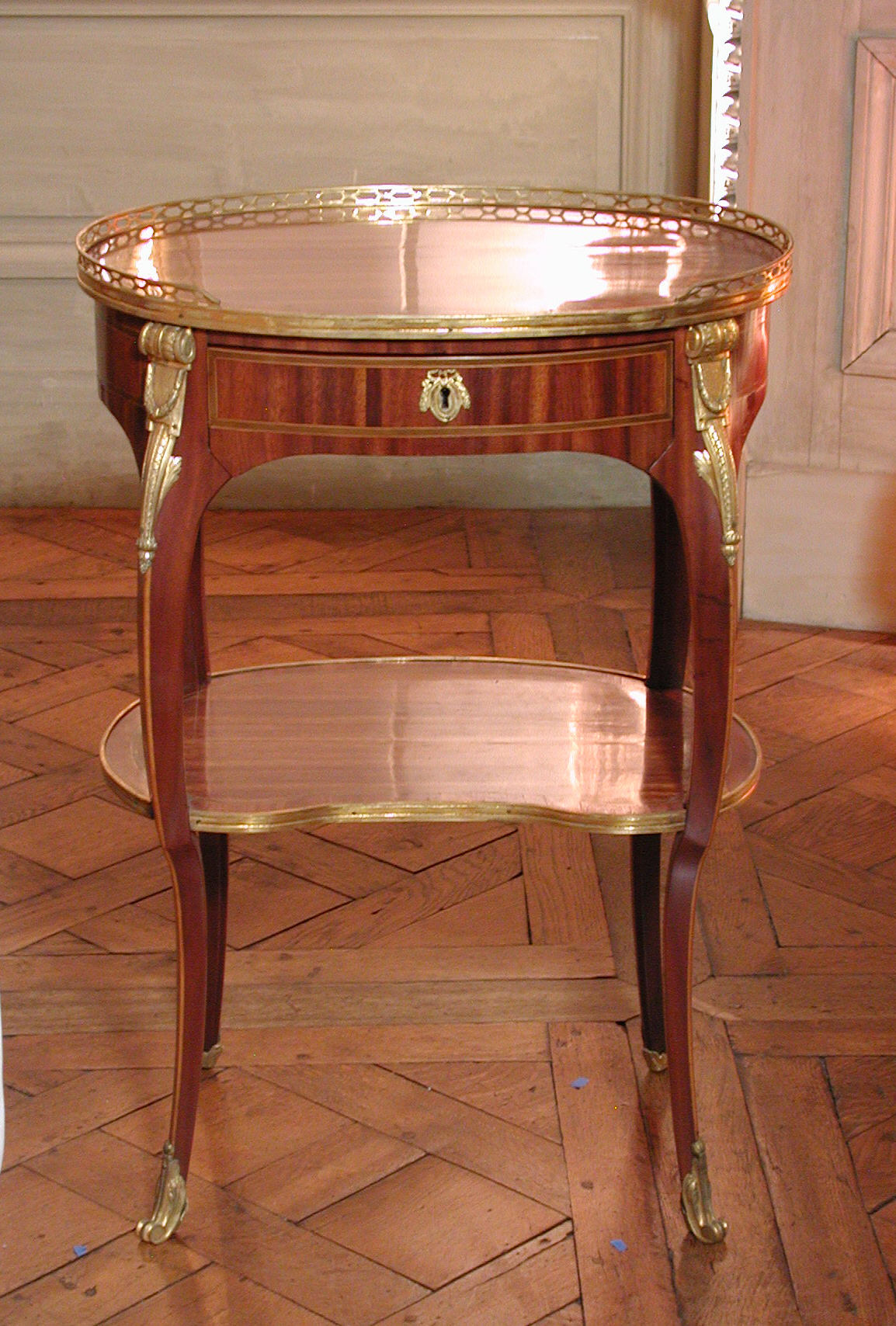
Tavolino ovale, 1775 circa, Metropolitan Museum

Roger Vandercruse Lacroix (Parigi, 1728 – Parigi, 19 maggio 1799) è stato un ebanista francese.

## Biografia
Figlio di un artigiano ebanista, di origine fiamminga, François Vandercruse, crebbe a contatto con gli ebanisti nordici, emigrati al tempo del regno di Luigi XIV di Francia e della successiva Régence. Queste famiglie si imparentarono tra loro: la sorella maggiore di Roger sposò l'ebanista Jean-François Oeben (1721-1763) e rimasta vedova si unì in matrimonio con Jean-Henri Riesener; un'altra sorella sposò Simon Oeben. Roger Vandercruse fu amico degli ebanisti Pierre Migeon IV e di Martin Carlin.
I mobili creati da Roger Vandercruse Lacroix (Lacroix, o La Croix, è la traduzione in francese di Vandercruse) si riconoscono per il marchio R+V+L+C e per quello R+Lacroix che sono impressi a fuoco e a volte usati separatamente, a volte uno sopra l'altro. I suoi arredi appartengono allo stile Luigi XVI. 

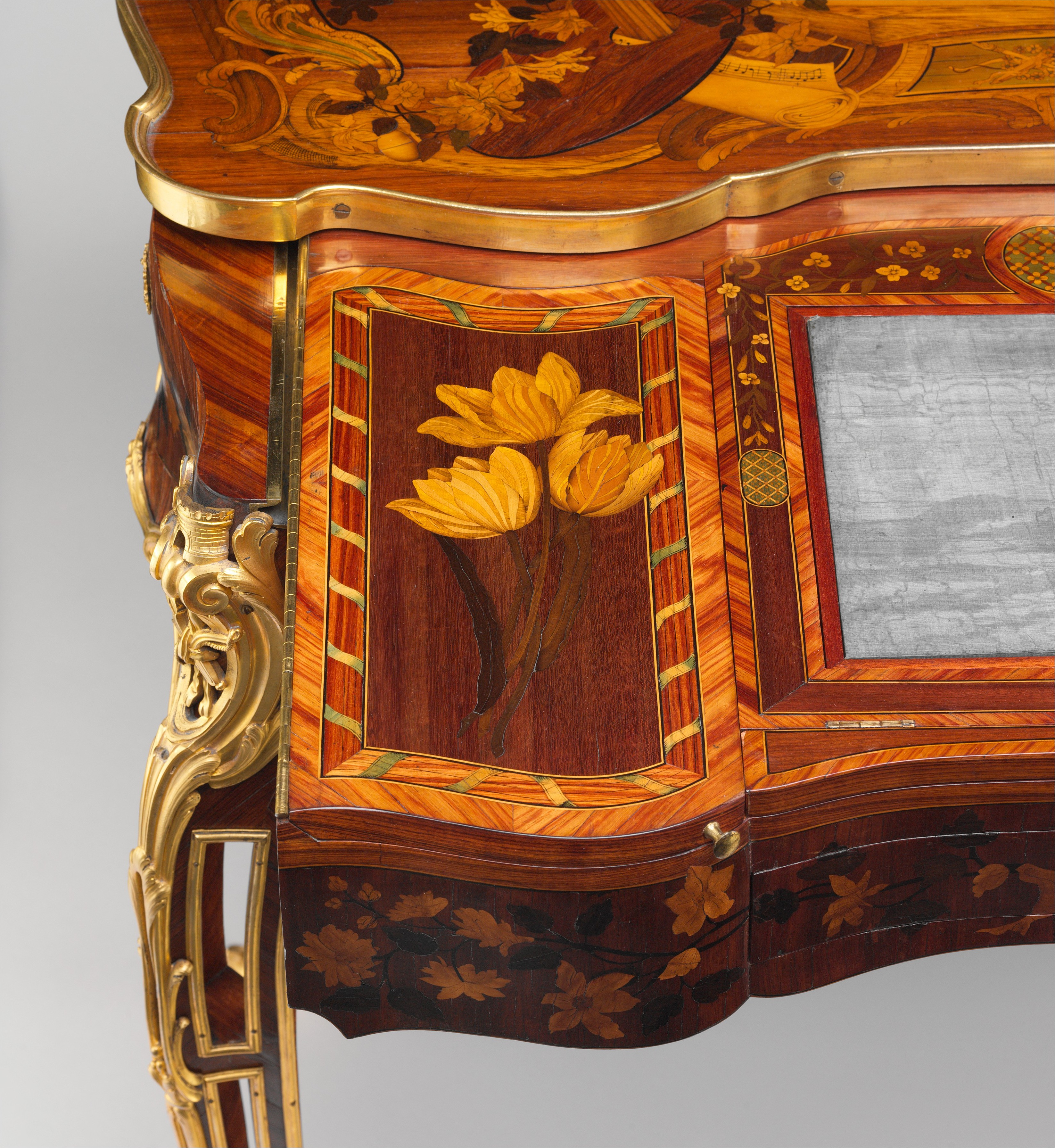
Table ad apertura meccanica, 1761–1763, part. Metropolitan Museum

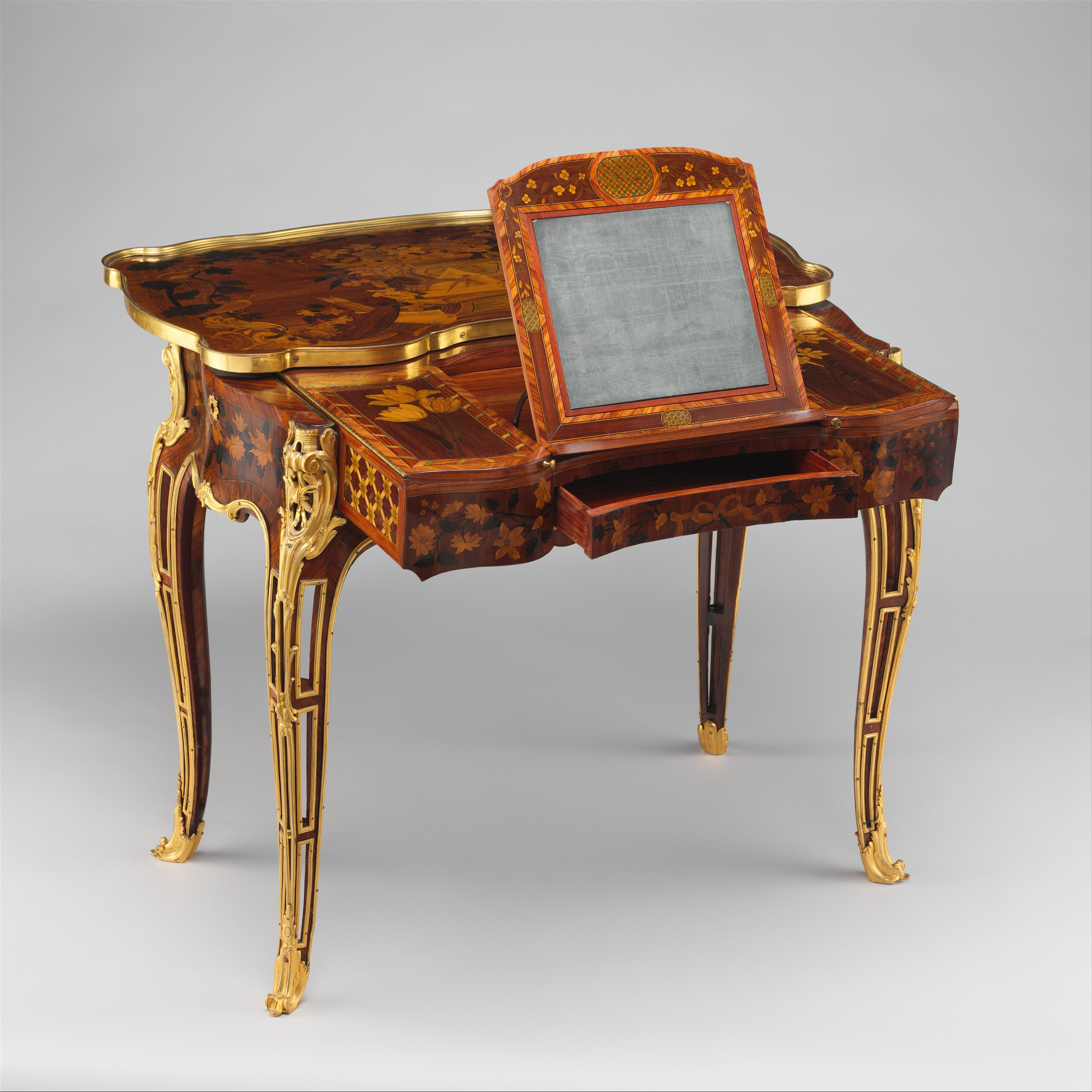
Table ad apertura meccanica, aperta

Nel 1755 divenne maître e titolare della bottega di famiglia. Si fece notare, in particolare dalle sue acquirenti, per i tavolini di forma ovale o rotonda, aggraziati nelle forme e con le gambe a S slanciate e leggere. Tra le sue clienti ebbe Madame du Barry, Vittoria di Borbone-Francia (Madame Victoire), la regina Maria Antonietta d'Asburgo-Lorena e Luigi XVI di Francia. 
Realizzava in genere mobili di contenute dimensioni, come il bonheur-du-jour, la toletta, il tavolino da notte; raramente si dedicava a mobili più grandi, come la commode e il secrétaire. Curava gli intarsi, per cui utilizzava legni chiari e rari, come il sicomoro tinto in blu (quanto è passato sotto laccatura assume una tonalità verde pallido) e il cedro, che utilizzò per primo come legno da intarsio. Mobili di sua creazione sono conservati al castello di Versailles.
Il motivo caratteristico che lo identifica è il rosone, composto da foglie piegate a mulinello e messo al centro di un pannello a riquadri, punteggiati da quadrifogli o da fiori di gelsomino. Altri suoi motivi preferiti sono i giunchi intrecciati e i bastoncini spezzati. Nei suoi intarsi si trovano anche piccoli vasi con fiori, pannelli di lacca (ad imitazione di quella cinese) e anche piastre di porcellana francese, dipinte con paesaggi o con fiori.
Il suo stile aggraziato fu riscoperto durante l'impero di Napoleone III e dei suoi piccoli mobili si fecero copie, distinguibili per i bronzi che non sono al mercurio, per l'impiallacciatura molto sottile e per i cassetti tagliati a macchina.